# آمور (غواصة)
آمور (بالإنجليزية: Amur-class submarine) (سميت على اسم نهر آمور)، هي تصميم مقترح لأحدث غواصة روسية. إعلن بأنه ستكون نسخة التصدير من الغواصات من فئة لادا، وهو النسخة المحدثة من فئة الغواصات غواصات كيلو مع تحسين لقدرة التسلل (الشبحية) الصوتية، وأنظمة قتالية جديدة.

## المشغلين الحاليين
- روسيا

لم يتم بناء أي غواصة من هذه الفئة حتى الآن. وعرضت روسيا بيع الغواصة للهند، ولكن في عام 2005، تقدمت الهند بشراء غواصات من فئة سكوربين بدلا منها. يوم 4 يوليو 2013، أعلنت «روسوبورون اكسبورت» أنها سوف تعرض آمور 1650 إلى القوات البحرية الملكية المغربية عندما أعلنت عن مناقصة لشراء غواصات جديدة.

## وصلات خارجية
- Amur 950 on Central Design Bureau for Marine Engineering Rubin's official website
- Amur 1650 on Central Design Bureau for Marine Engineering Rubin's official website